# Международная теологическая комиссия
Международная Теологическая комиссия (возможный перевод Международная Богословская комиссия) (лат. Commissio Theologica Internationalis) — дикастерия Римско-католической церкви, имеющая в составе до 30 католических богословов со всего мира. Эти богословы назначаются папой по предложению кардинала-префекта Дикастерии доктрины веры на возобновляемый пятилетний срок и, как правило, встречаются лично один раз в год, в течение недели. Функцией Международной Теологической комиссии заключается в консультировании Учительства Церкви, в частности, Конгрегации доктрины веры — важнейшей дикастерии Римской курии. Префект Конгрегации доктрины веры является по должности председателем Международной Теологической комиссии, место пребывания которой находится в Риме. По словам Йозефа Ратцингера — бывшего Папы Бенедикта XVI, возглавлявшего Конгрегацию доктрины веры с 1981 по 2005 г.г. — идея для этой группы была выдвинута на первой постсоборной Генеральной ассамблеи Синода епископов в 1967 году.

## Руководство Международной Теологической комиссии

### Председатели Комиссии
- кардинал Франьо Шепер — (11 апреля 1969 — 25 ноября 1981);
- кардинал Йозеф Ратцингер — (25 ноября 1981 — 2 апреля 2005);
- кардинал Уильям Левада — (13 мая 2005 — 2 июля 2012);
- кардинал Герхард Людвиг Мюллер — (2 июля 2012 — 1 июля 2017);
- кардинал Луис Франсиско Ладария Феррер — (1 июля 2017 — 1 июля 2023);
- кардинал Виктор Мануэль Фернандес — (1 июля 2023 — по настоящее время).

### Генеральные секретари Комиссии
- монсеньор Филипп Делей — (1972—1989);
- священник Жорж Коттье, O.P., — (март 1989 — октябрь 2003);
- священник Луис Франсиско Ладария Феррер, S.J., — (8 марта 2004 — 22 апреля 2009);
- священник Шарль Мореро, O.P., — (22 апреля 2009 — 26 ноября 2011);
- священник Серж-Тома Бонино, O.P., — (8 марта 2011 — по настоящее время).

### Заместитель секретаря Комиссии
- монсеньор Йозеф Томко — (1969—1971);
- монсеньор Йозеф Златнанский — (1971—1974);
- монсеньор Пьер Жарри — (1974—1985);
- священник Адриано Гарути, OFM — (1985—1986);
- монсеньор Пьер Жарри — (1987—1994);
- монсеньор Дамиан Мардзотто — (1995—2003);
- монсеньор Гвидо Поццо — (2003—2009);
- монсеньор Чарльз Джон Браун — (2009—2011);
- монсеньор Кшиштоф Харамса — (2011—2015);